# Parahormius areolaris
Parahormius areolaris är en stekelart som beskrevs av Karl-Johan Hedqvist 1965. Parahormius areolaris ingår i släktet Parahormius och familjen bracksteklar. Inga underarter finns listade i Catalogue of Life.